# Fritz Nöpel

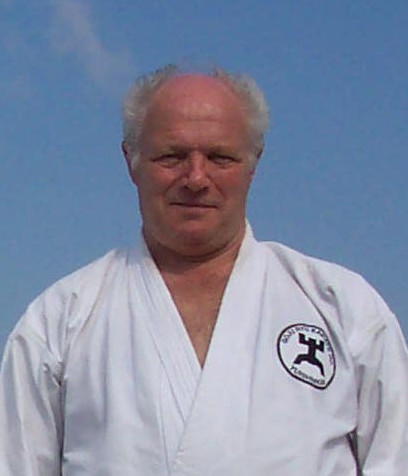
Fritz Nöpel (2002)

Fritz Nöpel (* 3. November 1935 in Breslau; † 19. November 2020 in Kamen) war ein deutscher Karateka und der Wegbereiter des Gōjū-Ryū-Karate in Deutschland. Er war Träger des 10. Dan und des Ehrentitels Hanshi und damit höchstgraduierter Dan-Träger im Deutschen Karate Verband.

## Leben
1954 unternahm Fritz Nöpel nach seiner Berufsausbildung zum Bergmann eine Fahrradreise durch Asien mit dem Ziel, die Olympischen Sommerspiele 1956 in Melbourne, Australien, zu besuchen. Auf Java kam er das erste Mal mit Karate in Kontakt. Den ersten intensiven Karateunterricht nahm er in Taiwan. Nach einem ersten Aufenthalt in Japan im Winter 1957/58 absolvierte er in den USA eine Ausbildung zum Tiefseetaucher und arbeitete anschließend in Japan als Berufstaucher. Dort begann er im Yuishinkan, dem Dōjō von Kisaki Tomoharu in Osaka, als einer von wenigen Schülern Gōjū-Ryū-Karate zu erlernen. 1961 heiratete er in Osaka Eiko Nakabajasi. 1967 kehrte er mit Ehefrau Eiko und Tochter Jaqueline nach Deutschland zurück, wo er bis zu seiner Pensionierung 1996 bei der Deutschen Bundesbahn als Gleisbauer/Vermesser beschäftigt war. Ab 1982 wohnte er in Kamen. Mit seiner Frau Eiko hatte er fünf Kinder. Fritz Nöpel starb im November 2020 im Alter von 85 Jahren in Kamen.

## Karate

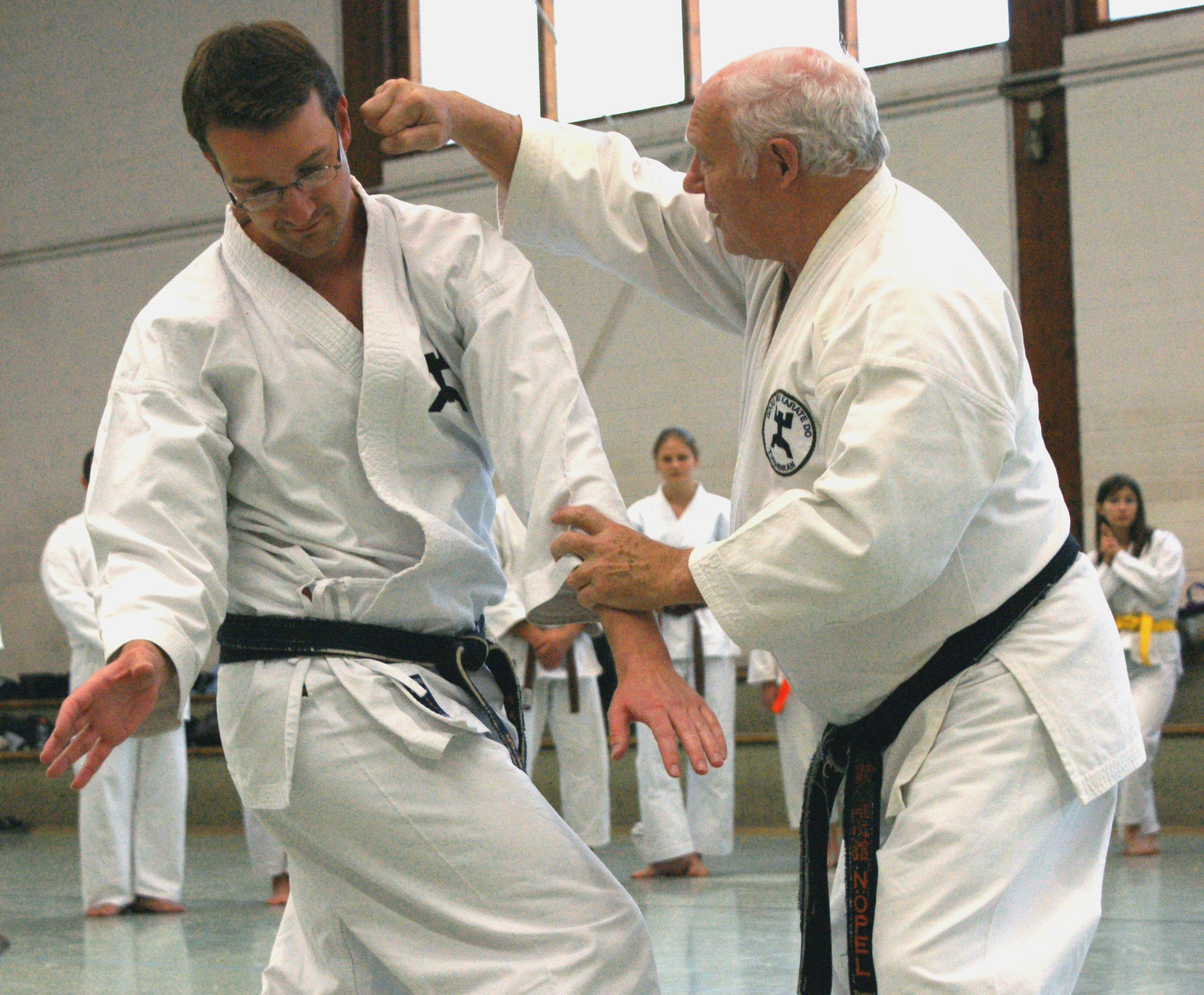
Fritz Nöpel mit Ralf Budde (5. Dan) auf einem Lehrgang in Witten 2010

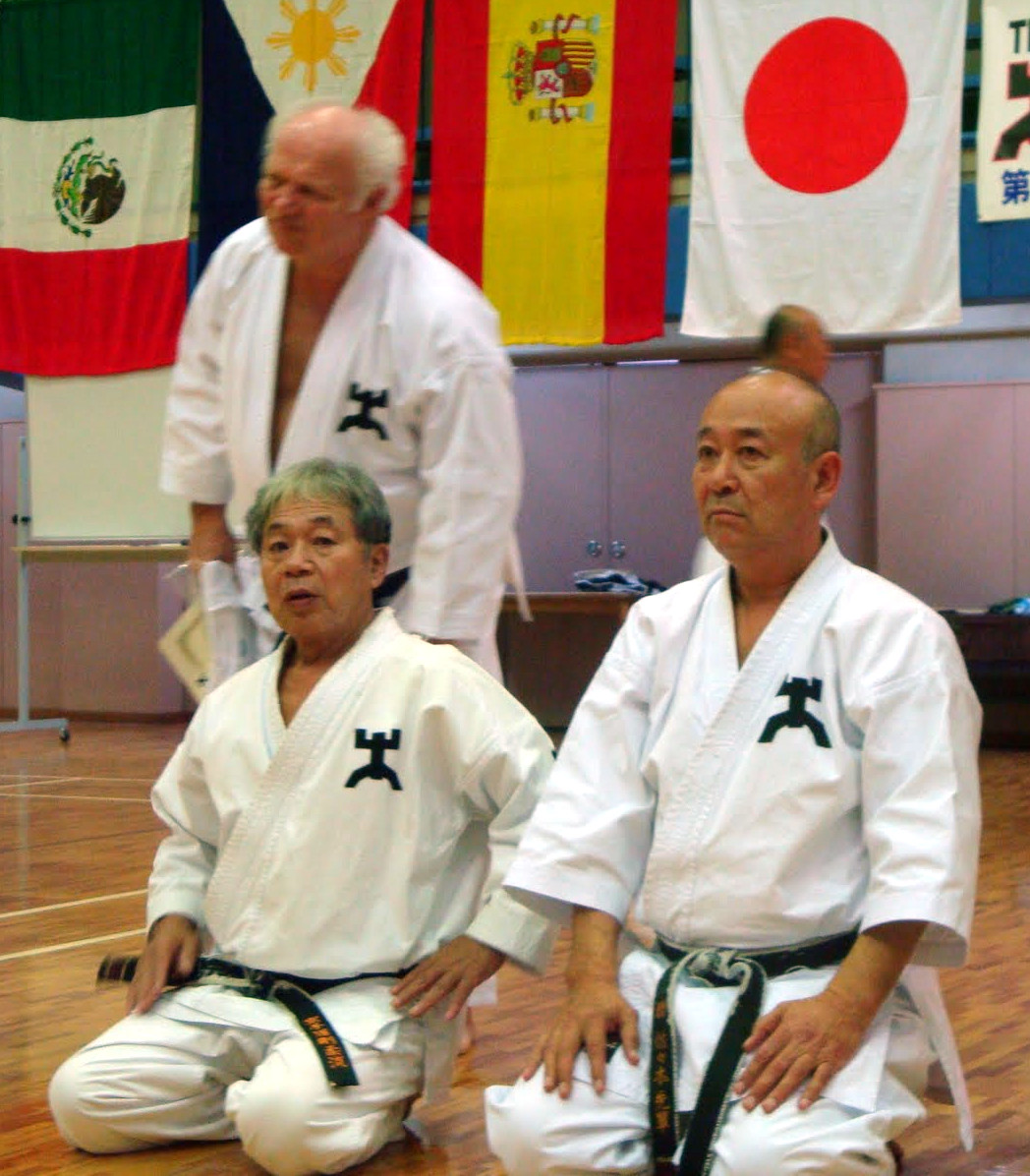
Fritz Nöpel, Shigeru Nagoya und Toshiro Sasaki auf dem 11. Yuishinkan Kata-Seminar 2009 in Japan

1967 gründete Fritz Nöpel – damals Inhaber des 4. Dan – im Polizeisportverein Dortmund eine Gōjū-Ryū-Karate-Abteilung und damit das erste Gōjū-Ryū-Karate-Dōjō Deutschlands. Kurz nach seinem Umzug nach Kamen 1978 gründete er den Karate-Do-Club Kamen, der heute Honbu Dōjō des Yuishinkan in Europa ist. 1999 wurde Fritz Nöpel zusammen mit dem 8. Dan der Ehrentitel Hanshi verliehen. Der Deutsche Karate Verband (DKV) verlieh ihm 2007 den 9. Dan. Während des Yuishinkan-Sommerlehrgangs im Mai 2016 wurde ihm zum Anlass seines 60-jährigen Karate-Jubiläums der 10. Dan zusammen mit der Ehrennadel in Platin verliehen. Fritz Nöpel war Ehrenvorsitzender des Goju-Ryu Karate-Bund Deutschland und der European Goju-Ryu Karate-Do Federation. Er war maßgeblich an der Entwicklung des DKV beteiligt.

### Jukuren
In seinen letzten Jahren konzentrierte sich Fritz Nöpel auf das Jukuren-Training, veröffentlichte zusammen mit Martin Nienhaus ein Buch zu diesem Thema und entwickelte Jukuren no Kata, eine Kata, die auch von älteren Menschen noch geübt werden kann.